# Produkty uboczne pochodzenia zwierzęcego
Produkty uboczne pochodzenia zwierzęcego (UPPZ lub PUPZ) – oznaczają całe zwierzęta martwe lub ich części, produkty pochodzenia zwierzęcego lub inne produkty otrzymane ze zwierząt nie przeznaczone do spożycia przez ludzi, w tym komórki jajowe, zarodki i nasienie.
W Państwach Członkowskich UE rocznie powstaje ponad 20 milionów ton UPPZ, w Polsce ok. 2 miliony ton, z czego ok. 720 tysięcy ton zutylizowały mięsożerne zwierzęta futerkowe. 
Metodami utylizacji ubocznych produktów odzwierzęcych jest m.in.: składowanie, kompostowanie, metoda termiczna (spopielanie) lub użycie jako karma dla zwierząt.
Nadzór nad ubocznymi produktami pochodzenia zwierzęcego (oraz produktami pochodnymi) w Polsce sprawuje Inspekcja Weterynaryjna.

## Klasyfikacja ubocznych produktów zwierzęcych
Produkty uboczne pochodzenia zwierzęcego klasyfikuje się w trzech specjalnych kategoriach 1, 2 lub 3 (materiały szczególnego, wysokiego i niskiego ryzyka), odzwierciedlających poziom zagrożenia dla zdrowia ludzi i zwierząt stwarzanego przez takie produkty:
- Materiał kategorii 1 (kat. I) „wyłącznie do usunięcia“ – ryzyko związane z prionami, stosowaniem substancji niedozwolonych lub substancji skażających środowisko.
- Materiał kategorii 2 (kat. II) „nie do spożycia przez zwierzęta” – ryzyko mikrobiologiczne lub ryzyko związane z obecnością substancji lub zanieczyszczeń w ilościach przekraczających dopuszczalne poziomy.
- Materiał kategorii 3 (kat. III) „nie do spożycia przez ludzi” – produkty uboczne pochodzenia zwierzęcego pochodzące ze zwierząt nie wykazujących żadnych objawów chorobowych.

## Przykłady ubocznych produktów zwierzęcych
Produkty uboczne pochodzenia zwierzęcego obejmują między innymi:
- elementy zwierząt lub ich części, powstające w wyniku uboju zwierząt w rzeźniach, zakładach rozbioru, przetwórstwa i innych zakładach sektora spożywczego,
- padłe zwierzęta gospodarskie (np. świnie, drób, bydło) i towarzyszące (np. psy, koty),
- obornik pochodzący od zwierząt gospodarskich,
- zwierzęta wodne i ich części,
- muszle, skorupy skorupiaków, produkty uboczne z wylęgarni, jaja i skorupy jaj, jednodniowe kurczęta zabite w celach handlowych,
- skóry, skórki, kopyta, rogi, szczecina, sierść, włosie pochodzenia zwierzęcego,
- żywność pochodzenia zwierzęcego po terminie ważności do spożycia lub posiadająca naruszone opakowanie,
- odpady cateringowe pochodzące z placówek zbiorowego żywienia,
- inne produkty pochodzenia zwierzęcego, uważane za nieprzeznaczone do spożycia przez ludzi.